# Erica Pedretti
Pour les articles homonymes, voir Pedretti.
Erica Pedretti, née le 25 février 1930 à Šternberk en Tchécoslovaquie et morte le 14 juillet 2022 à Tenna dans le canton des Grisons en Suisse, est une romancière, artiste plasticienne et peintre suisse d'expression allemande.
Son travail artistique se caractérise par un développement constant des formes d'expression. Son expérience de la perte du pays natal après la Seconde Guerre mondiale constitue le fil rouge de son œuvre écrite. Dans son travail pictural également, elle reprend des thèmes tels que la maison, les réfugiés et le sans-abrisme avec des objets et des créatures ailées.

## Biographie

### Enfance
Erica Schefter est née le 25 février 1930 à Šternberk dans le nord de la Moravie. Elle passe les quinze premières années de sa vie principalement à Zábřeh, Šternberk, Berlin et Freudenthal. Elle est une des quatre enfants de Margarethe Gröger et Hermann Heinrich Schefter, un dramaturge, journaliste et propriétaire d'une usine de soie.

### La Seconde Guerre mondiale et l'exil
Pendant la Seconde Guerre mondiale, en octobre 1944, son père est interné au camp de travail de Flieden près de Fulda, en raison de ses activités antifascistes. Il n'en revient qu'après la fin de la guerre, en mai 1945, pour être immédiatement emprisonné, comme allemand, par les partisans russes et tchèques.
En décembre 1945, les enfants Schefter peuvent partir pour la Suisse parce que leur grand-mère paternelle en est originaire et que leur tante à Zurich les a invités. Ils voyagent dans un train de la Croix-Rouge avec des expatriés suisses et des survivants des camps de concentration. Les parents les rejoignent ensuite. Erica Pedretti étudie à l'école des arts appliqués de Zurich mais supporte mal l'exil en Suisse. Elle le raconte dans son autobiographie Fremd genug (2010) et ce sentiment de perte habite toute son œuvre,.
En 1950, parce qu'ils n'ont qu'un permis de séjour temporaire, les membres de la famille émigrent aux États-Unis, où Erica Pedretti travaille comme orfèvre en argenterie,. Erica Pedretti, malheureuse aussi à New York, retourne en Suisse retrouver Gian Pedretti rencontré à l'école de Zurich. Ils se marient en 1952, ont cinq enfants et retournent en Suisse où ils vivent à Celerina et à La Neuveville, à partir de 1985,. En 2015, ils retournent à Celerina et, en 2022, rejoignent la communauté Alte Sennerei.

### Les arts plastiques
Erica Pedretti pratique d'abord les arts plastiques. Elle crée une vaste œuvre picturale qui fait régulièrement l'objet d'expositions.
Dans les années 1970 elle conçoit des Créatures ailées, et à partir de là, développe une grande famille d'objets ressemblant à des oiseaux et des poissons. Elle y juxtapose des structures squelettiques, fragiles figures suspendues en fil de fer, ailes surdimensionnées en tissu et latex, ou sculptures en argile et fer, ainsi que dessins en filigrane tout en équilibre instable,.
Sa première grande exposition a lieu en 1976 au Kunstmuseum à Soleure. Après la révolution de velours, des expositions ont également lieu en République tchèque. Le Nouveau Musée Bienne présente l'œuvre artistique d'Erica Pedretti pour la première fois dans une rétrospective complète en 2019. L'exposition examine l'interaction et l'imbrication du texte et de l'image, alors que généralement son œuvre littéraire et son œuvre artistique sont considérés indépendamment.
Dans les années 1980, elle réalise de grandes sculptures en forme de colonnes et des formes géométriques squelettiques, des tubes cylindriques et des cubes ou des pyramides placées dans la nature. Certaines de ces œuvres peuvent être considérées comme un appel politique dans l'espace public et peuvent être interprétées en relation avec l'article d'Erica Pedretti sur la politique des réfugiés en Suisse. Les formes cubiques en équilibre sur un coin font référence à des habitations au bord du gouffre. L'installation ASYL (2002), une sculpture en plusieurs parties sur une prairie forestière avec six tentes octogonales faites de tiges de fer et de filets en plastique transparent bleu vif, rappelle la forme non protégée et provisoire de l'asile.
Avec le cycle Heute, Ein Tagebuch (2001), Von Hinrichtungen und Heiligen (2001) et Szenenwechsel (2005), Erica Pedretti combine l'écriture et l'art visuel. Elle écrase des pages de journaux légèrement blanchies à la chaux, des images et des photos avec les couches d'écriture et les polices de caractères de son écriture personnelle, créant une sorte de journal manuscrit qui se superpose au flot d'actualités.
En 2020, le Bündner Kunstmuseum présente l'exposition, Erica Pedretti. Fremd genug, en collaboration avec le Nouveau Musée Bienne.
La grande sculpture en aile de l'aéroport de Zurich est son œuvre.

### La littérature
Erica Pedretti commence sa carrière d'écrivaine en 1970 avec Harmloses, bitte. En 1984, elle a reçu le Prix Ingeborg Bachmann pour le texte Das Modell und sein Maler qui est à l'origine du roman Valerie : Ou l'oeil profane (Valerie oder das unerzogene Auge) paru en 1986. Dans ce roman, elle met en miroir les protocoles photographiques et les écrits de Ferdinand Hodler sur la théorie de l'art avec les destins des protagonistes de son travail, le modèle Valérie et le peintre fictif Franz et les couleurs.
En 1988, elle est invitée à l'Istituto Svizzero de Rome et est membre correspondante de l'Académie allemande pour la langue et la littérature (Deutsche Akademie für Sprache und Dichtung) à Darmstadt. En 1989, elle est écrivaine en résidence à l'Université de Washington à St. Louis. En 1994, elle occupe la chaire suisse à la City University of New York. A Vienne, elle donne des conférences sur la littérature sur la poétique et l'écriture créative  et sur le thème de la recherche et l'écriture.
En 1999, elle est la première femme à recevoir le prix culturel du canton des Grisons.
L’aliénation et la perte de la patrie sont les motifs centraux de sa prose rédigée en allemand, dont une partie a également été publiée en anglais tchèque et en français.
Dans ses mémoires autobiographiques, fremd genug, Erica Pedretti évoque les blessures causées par la haine des nationalités, la guerre et la perte de la patrie. Pour Beatrice von Matt, l'écriture d'Erica Pedretti est une dichotomie entre le ici du présent suisse et le là-bas de la « mémoire enfouie ».

#### Théâtre et radio
Erica Pedretti écrit aussi des pièces radiophoniques et dramatiques. Elle attire d'ailleurs l'attention avec une pièce radiophonique avant de présenter une œuvre imprimée, Badekur (1970), qui remporte le Prix Suisse. De 1970 à 1980, elle crée un total de huit œuvres radiophoniques, dont la plupart sont réalisées en étroite collaboration avec les studios de Bâle et de Berne. Erica Pedretti souligne que, grâce aux possibilités techniques de la stéréophonie, elle peut éliminer la séquence chronologique des actions lorsque, par exemple, elle « répète des événements difficilement reproductibles linéairement, au moyen de lecture, phrases, mots et syllabes superposés, représentés par des formes presque précipitées ».  Elle est à la frontière de la musique et du langage, assemble des mots monosyllabiques dans un tapis de sons et y mêle des syllabes et sons sans signification ». Les nombreux dialogues et monologues de son roman Saint Sébastien sont influencés par ces expériences de production radiophonique.

### Fin de vie
Erica Pedretti meurt le 14 juillet 2022, à l'âge de 92 ans,.
Ses archives se trouve aux Archives littéraires suisses à Berne.

## Publications (sélection)

### En français
- Valérie ou l'œil profane, Ecriture, 1992  (ISBN 978-2909240039)
- De l'innocence s'il vous plait, Bourgeois, 1987  (ISBN 978-2267005295)
- Combien d'aurores encore, Gilbert Musy (trad.), Zoé, 1998  (ISBN 978-2881820199)
- Pays perdu, Marion Graf (trad.), Zoé, 1999

### En allemand
- (de) Harmloses, bitte, Francfort-sur-le-Main, Suhrkamp, 1970  (ISBN 3-518-37058-8)
- (de) Heiliger Sebastian, Francfort-sur-le-Main, Suhrkamp, 1973  (ISBN 3-518-37269-6)
- (de) Die Zertrümmerung von dem Kind Karl und anderen Personen (1977)
- (de) Die Hexe im Landhaus, avec Irmtraud Morgner, 1984
- (de) Valerie oder das unerzogene Auge, Francfort-sur-le-Main, Suhrkamp, 1986  (ISBN 3-518-39657-9)
- (de) Engste Heimat, Francfort-sur-le-Main, Suhrkamp, 1995
- (de) Heute, Ein Tagebuch (2001)
- (de) In und um Venedig (2005)
- (de) Fremd genug, Francfort-sur-le-Main, Insel, 2010  (ISBN 978-3-458-19329-6)

## Distinctions
- 1975 : Prix de la Fondation Schiller[18]
- 1984 : Prix Ingeborg Bachmann pour Das Modell und sein Maler[3]
- 1990 : 
  - Grand prix littéraire du canton de Berne[3]
  - Prix Berlinois[18]
  - Médaille Bobrowski[18]
- 1996 : 
  - Prix culturel de la ville de Bienne[18]
  - Prix Marie Luise Kaschnitz pour le roman Engste Heimat[3]
- 1999 : Prix littéraire Vilenica de l'association des écrivains slovènes[3]
- 1999 : Prix culturel du canton des Grisons[3]
- 2005 : Citoyenne d'honneur de Šternberk, sa ville natale
- 2010 : Prix littéraire du canton de Berne pour fremd genug
- 2013 : Prix suisse de littérature pour l'ensemble de son œuvre[18]
- 2019 : Prix culturel des Sudètes

## Filmographie
En 2019, le couple Pedretti fait l'objet d'un film documentaire de la cinéaste Lucienne Lanaz, GIianerica - Le couple d’artistes Erica et Gian Pedretti.